# 毛之芬
毛之芬（1910年—1994年11月11日），又名毛静仙，浙江余姚人，生于日本长崎，中华人民共和国出版家，中国民主促进会中央委员会原常务委员。

## 生平
毛之芬出生于日本长崎。1921年随父回国。1925年，在上海商务印书馆印刷所做工，同年加入中国共产主义青年团、商务印书馆工会，参加了中国共产党领导的上海工人三次武装起义。1927年，在中共中央军委担任译电工作，同年被派往莫斯科东方劳动大学马列学院学习。1930年回国。1931年，在上海党的地下印刷所工作，同年因所在组织被破坏而失去了与党的联系。
1950年加入中国民主促进会。1953年1月民族出版社成立时，毛之芬被调到该社担任第一任出版部主任。